# 式部卿 (イングランド)
式部卿（しきぶきょう、英語: Lord Great Chamberlain）はイギリスの国務大官の6位にあたる官職で、王璽尚書の下、大司馬の上にあたる。大侍従卿と訳される場合もある。
伝統的にはウェストミンスター宮殿を管理するものの、1965年の改革によりその権力は君主の住居とウェストミンスター・ホールに限定された。

## 概要
公式の場合では赤い宮廷制服を着て、職務のしるしとして金色の鍵と白い杖を持つ。
式部卿の職は世襲であり、1780年より「属人的」（in gross）とされる。すなわち、式部卿の職務を執る人間はどの時点でも1人であるが、式部卿の職を部分的に継承している多数の人物は技術上では「共同世襲式部卿」（Joint Hereditary Lord Great Chamberlain）であり、職務を執る権利は継承権を有する人物の間で順番に行使される。例えば、第7代チャムリー侯爵は継承権のうち2分の1を有するため、君主2人毎に1回職務を執るか副式部卿を任命する権利を行使できる。
副式部卿（Deputy Lord Great Chamberlain）とは式部卿の継承権がないにもかかわらず、その職務を執る人物のことであり、歴史上では式部卿の継承権を有する女性が（貴族院議員になれなかったため）夫や息子を任命しているケースがある。ただし、女性が貴族院議員になれないという制限は1963年貴族法により廃止されている。
式部卿は世襲でない宮廷職である宮内長官（Lord Chamberlain）とは別であり、宮内長官は14世紀に式部卿の副官として創設され、王室の家政における式部卿の職務にあたったが、現代では関係が薄くなっている。
1999年貴族院法により世襲貴族は貴族院における議席を自動的に得る権利を失ったが、式部卿と軍務伯は儀礼の職務を果たす必要があるため、両職についている世襲貴族はその対象外と定められた。

## 歴史

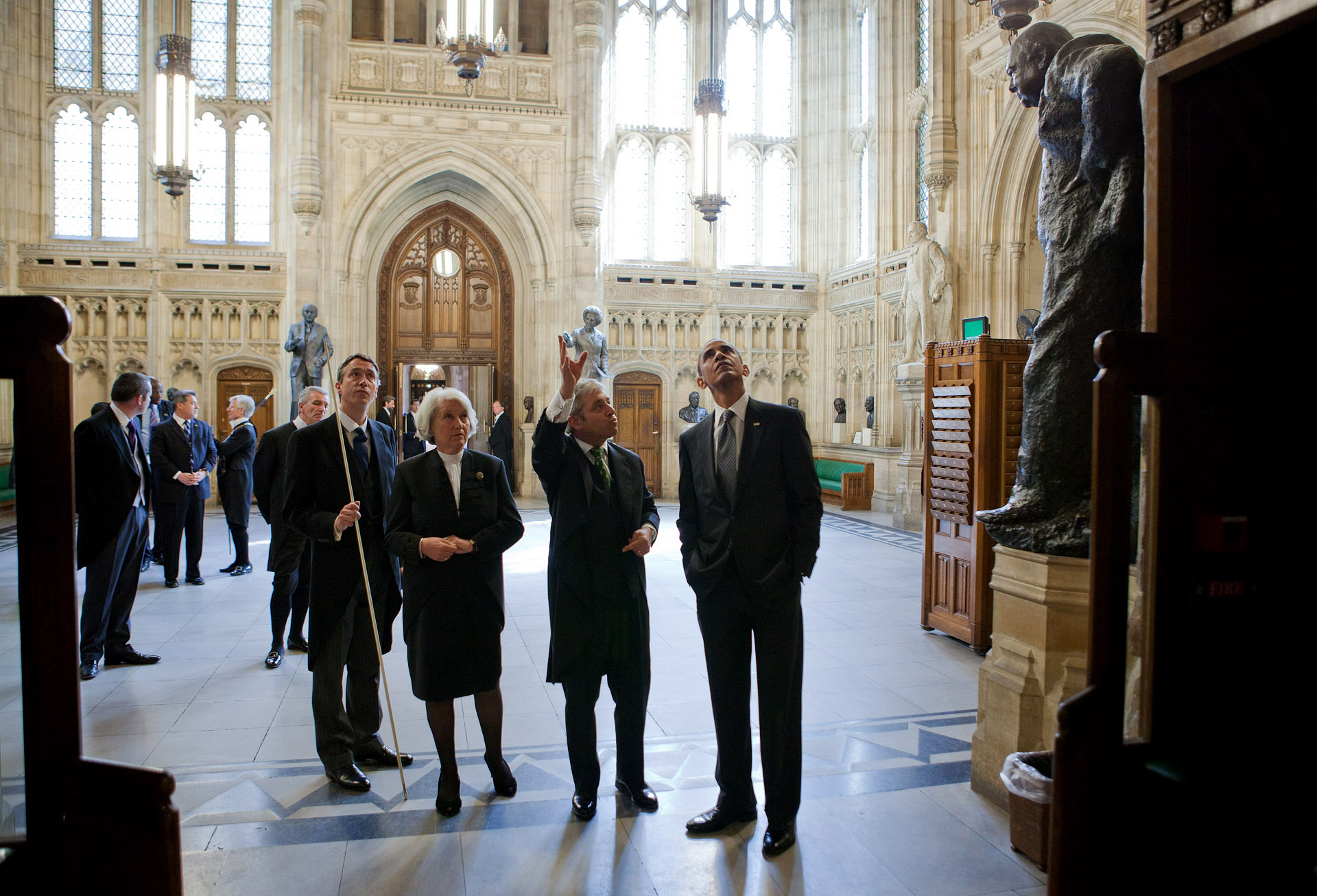
2011年5月、式部卿第7代チャムリー侯爵（左）が官職のしるしである白い杖をもち、貴族院議長ヘレン・ヘイマンと庶民院議長ジョン・バーコウが米国大統領バラク・オバマにウェストミンスター宮殿のメンバーズ・ロビーを示している様子

最初の式部卿はウィリアム征服王の戦友ウィリアム・マレットの息子ロバート・マレットだったが、彼は1133年にイングランド王ヘンリー1世に罷免され、代わりにオーブリー・ド・ヴィアー2世を任命した。オーブリー・ド・ヴィアー2世の息子オーブリー・ド・ヴィアーはオックスフォード伯爵に叙され、以降歴代オックスフォード伯爵が（大逆罪により罷免され中断した時期はあったものの）式部卿の官職を継承した。しかし、1526年に第14代オックスフォード伯爵ジョン・ド・ヴィアーが死去、6等親のジョン・ド・ヴィアー（14代伯の祖父の弟の孫）が第15代オックスフォード伯爵になると、国王ヘンリー8世は式部卿の官職を国王所有と宣言し、第15代オックスフォード伯爵を1代限りで式部卿に任命した。1540年に第15代オックスフォード伯爵が死去すると、ヘンリー8世は側近の初代エセックス伯トマス・クロムウェルを式部卿に任命した。同年にクロムウェルが処刑されると、しばらくは宮廷の人物が任命されたが、メアリー1世の治世になって第16代オックスフォード伯爵ジョン・ド・ヴィアーが1代限りで式部卿に任命された。その後、メアリー1世はオックスフォード伯爵家に式部卿の世襲権があるとの裁定を下し、エリザベス1世もそれに従った。
第16代オックスフォード伯爵の後は17代伯、18代伯と続いたが、1626年に18代伯が死去すると、オックスフォード伯爵は7等親であるロバート・ド・ヴィアー（18代伯の曾祖父の弟の孫）が継承した。チャールズ1世は女系ながら5等親である第14代ウィラビー・デ・エアズビー男爵ロバート・バーティー（18代伯の祖父の妹の息子）が式部卿を継承するとの裁定を下した。以降はリンジー伯爵家（1715年にアンカスター＝ケスティーヴァン公爵家に昇格）が継承したが、1779年に第4代アンカスター＝ケスティーヴァン公爵ロバート・バーティーが子供なくして死去した。継承者には叔父ブラウンロー・バーティーと2人の妹（プリシラとジョージアナ）がおり、公爵の爵位は叔父が継承したものの貴族院は2人の妹が共同で式部卿の継承権を有し、副官を任命して職務を全うすることができると裁定した。ウィラビー・デ・エアズビー男爵の爵位については2人の妹の間で停止状態になったが、1780年3月18日にプリシラが継承するとの裁定が下され解消された。ジョージアナは後に初代チャムリー侯爵ジョージ・チャムリーと結婚した。以降は式部卿の継承権がプリシラとジョージアナの間で分割され、プリシラの継承権は後に孫娘2人の間で分割され、さらに以降も細分化が進むこととなる。一方、ジョージアナの継承権は第2代チャムリー侯爵、第3代チャムリー侯爵と男子1人による継承が続き、分割されることはなかった。
1901年にヴィクトリア女王が死去すると、式部卿の職務を執っていた初代アンカスター伯爵ギルバート・ヒースコート＝ドラモンド＝ウィラビー（プリシラの子孫、継承権は4分の1）が自身に式部卿の職の単独継承権があるを主張した。同じく継承権のある初代キャリントン伯爵チャールズ・ウィン＝キャリントン（プリシラの子孫、継承権は4分の1）と第4代チャムリー侯爵ジョージ・チャムリー（ジョージアナの子孫、継承権は2分の1）は当然ながら異議を唱え、さらに国王エドワード7世も1526年のヘンリー8世の裁定に基づき単独継承権を主張した。論争はしばらく続いたが、貴族院は1902年に調査を拒否、1780年の裁定を再確認するに留まった。
1965年に改革が行われ、式部卿の権力がウェストミンスター宮殿の全体から一部に限定された。
2022年9月の王の代替わり以降、7代キャリントン男爵ルパート・キャリントンが式部卿を勤めている。ルパートは、2018年11月に貴族院議員として貴族同士の選挙において選出されていたので、式部卿就任以前から貴族院議員であった。ルパートは、母親から継承権を継ぎ式部卿を勤めた初代リンカンシャー侯爵・3代キャリントン男爵チャールズ・ロバート・ウィン＝キャリントンの娘5人の子孫ではなく、3代キャリントン男爵の同母弟（第4代キャリントン男爵）の曽孫である。

## 式部卿（1130年 – 1779年）
| 在任年            | 在任者 |
| ----------------- | --- |
| 1120年代 – 1133年 | ロバート・マレット                                                                                        |
| 1133年 – 1141年   | オーブリー・ド・ヴィアー2世                                                                               |
| 1141年 – 1194年   | 初代オックスフォード伯爵オーブリー・ド・ヴィアー                                                          |
| 1194年 – 1214年   | 第2代オックスフォード伯爵オーブリー・ド・ヴィアー                                                         |
| 1214年 – 1221年   | 第3代オックスフォード伯爵ロバート・ド・ヴィアー                                                           |
| 1221年 – 1263年   | 第4代オックスフォード伯爵ヒュー・ド・ヴィアー                                                             |
| 1263年 – 1265年   | 第5代オックスフォード伯爵ロバート・ド・ヴィアー                                                           |
| 1265年 – 1267年   | 不明、おそらく空位                                                                                        |
| 1267年 – 1296年   | 不明、おそらく第5代オックスフォード伯爵ロバート・ド・ヴィアー                                             |
| 1296年 – 1331年   | 第6代オックスフォード伯爵ロバート・ド・ヴィアー                                                           |
| 1331年 – 1360年   | 第7代オックスフォード伯爵ジョン・ド・ヴィアー                                                             |
| 1360年 – 1371年   | 第8代オックスフォード伯爵トマス・ド・ヴィアー                                                             |
| 1371年 – 1388年   | 第9代オックスフォード伯爵ロバート・ド・ヴィアー                                                           |
| 1389年 – 1399年   | 初代エクセター公爵ジョン・ホランド                                                                        |
| 1399年 – 1400年   | 第10代オックスフォード伯爵オーブリー・ド・ヴィアー                                                        |
| 1400年 – 1417年   | 第11代オックスフォード伯爵リチャード・ド・ヴィアー                                                        |
| 1417年 – 1462年   | 第12代オックスフォード伯爵ジョン・ド・ヴィアー                                                            |
| 1462年 – 1475年   | 第13代オックスフォード伯爵ジョン・ド・ヴィアー                                                            |
| 1475年 – 1485年   | 不明、おそらく第4代ノーサンバランド伯爵ヘンリー・パーシーか第13代オックスフォード伯爵ジョン・ド・ヴィアー |
| 1485年 – 1513年   | 第13代オックスフォード伯爵ジョン・ド・ヴィアー                                                            |
| 1513年 – 1526年   | 第14代オックスフォード伯爵ジョン・ド・ヴィアー                                                            |
| 1526年 – 1540年   | 第15代オックスフォード伯爵ジョン・ド・ヴィアー                                                            |
| 1540年 – 1540年   | 初代エセックス伯爵トマス・クロムウェル                                                                    |
| 1540年 – 1542年   | 初代サセックス伯爵ロバート・ラドクリフ                                                                    |
| 1543年 – 1549年   | 初代サマセット公爵エドワード・シーモア                                                                    |
| 1549年 – 1550年   | 初代ノーサンバランド公爵ジョン・ダドリー                                                                  |
| 1550年 – 1553年   | 初代ノーサンプトン侯爵ウィリアム・パー                                                                    |
| 1553年 – 1562年   | 第16代オックスフォード伯爵ジョン・ド・ヴィアー                                                            |
| 1562年 – 1604年   | 第17代オックスフォード伯爵エドワード・ド・ヴィアー                                                        |
| 1604年 – 1625年   | 第18代オックスフォード伯爵ヘンリー・ド・ヴィアー                                                          |
| 1626年 – 1642年   | 初代リンジー伯爵ロバート・バーティー                                                                      |
| 1642年 – 1666年   | 第2代リンジー伯爵モンタギュー・バーティー                                                                 |
| 1666年 – 1701年   | 第3代リンジー伯爵ロバート・バーティー                                                                     |
| 1701年 – 1723年   | 初代アンカスター＝ケスティーヴァン公爵ロバート・バーティー                                                |
| 1723年 – 1742年   | 第2代アンカスター＝ケスティーヴァン公爵ペレグリン・バーティー                                             |
| 1742年 – 1778年   | 第3代アンカスター＝ケスティーヴァン公爵ペレグリン・バーティー                                             |
| 1778年 – 1779年   | 第4代アンカスター＝ケスティーヴァン公爵ロバート・バーティー                                               |

## 共同世襲式部卿（1780年以降）
下記では各継承者の有する継承権を分数で示しており、太字は2022年時点で継承権を有する人物を示す。
|                                                                                                   |                                                                                                   |                                                                                                   |                                                                                                   |                                                                                                   |                                                                                                   |                                              |                                              |                                                                                              |                                                                                              |                                                                                              |                                                                                              |                                                                                              |                                                                                              |                                                                                            |                                                                                            |                                                                                                  |                                                                                                  |                                                                                                  |                                                                                                  |                                                                                                  |                                                                                                  |                                                           |                                                           | 第3代アンカスター＝ケスティーヴァン公爵ペレグリン・バーティー                  |                                                                                |                                                                                |                                                                                |                                                                                |                                                                                |                                                               |                                                               |                                                               |                                                               |                                                                |                                                                |                                                                |                                                                |                                                                |                                                                |                                                          |                                                          |                                                   |                                                   |                                                           |                                                           |                                                                  |                                                                  |                                                                  |                                                                  |                                                                  |                                                                  |                                                               |                                                               |                                                               |                                                               |                                                               |                                                               |  |  |  |  |  |  |  |  |  |  |  |  |  |  |  |  |  |  |  |  |  |  |  |  |  |  |  |  |  |  |  |  |  |  |  |  |  |  |
|                                                                                                   |                                                                                                   |                                                                                                   |                                                                                                   |                                                                                                   |                                                                                                   |                                              |                                              |                                                                                              |                                                                                              |                                                                                              |                                                                                              |                                                                                              |                                                                                              |                                                                                            |                                                                                            |                                                                                                  |                                                                                                  |                                                                                                  |                                                                                                  |                                                                                                  |                                                                                                  |                                                           |                                                           |                                                                                |                                                                                |                                                                                |                                                                                |                                                                                |                                                                                |                                                               |                                                               |                                                               |                                                               |                                                                |                                                                |                                                                |                                                                |                                                                |                                                                |                                                          |                                                          |                                                   |                                                   |                                                           |                                                           |                                                                  |                                                                  |                                                                  |                                                                  |                                                                  |                                                                  |                                                               |                                                               |                                                               |                                                               |                                                               |                                                               |  |  |  |  |  |  |  |  |  |  |  |  |  |  |  |  |  |  |  |  |  |  |  |  |  |  |  |  |  |  |  |  |  |  |  |  |  |  |
|                                                                                                   |                                                                                                   |                                                                                                   |                                                                                                   |                                                                                                   |                                                                                                   |                                              |                                              |                                                                                              |                                                                                              |                                                                                              |                                                                                              |                                                                                              |                                                                                              |                                                                                            |                                                                                            |                                                                                                  |                                                                                                  |                                                                                                  |                                                                                                  |                                                                                                  |                                                                                                  |                                                           |                                                           |                                                                                |                                                                                |                                                                                |                                                                                |                                                                                |                                                                                |                                                               |                                                               |                                                               |                                                               |                                                                |                                                                |                                                                |                                                                |                                                                |                                                                |                                                          |                                                          |                                                   |                                                   |                                                           |                                                           |                                                                  |                                                                  |                                                                  |                                                                  |                                                                  |                                                                  |                                                               |                                                               |                                                               |                                                               |                                                               |                                                               |  |  |  |  |  |  |  |  |  |  |  |  |  |  |  |  |  |  |  |  |  |  |  |  |  |  |  |  |  |  |  |  |  |  |  |  |  |  |
|                                                                                                   |                                                                                                   |                                                                                                   |                                                                                                   |                                                                                                   |                                                                                                   |                                              |                                              |                                                                                              |                                                                                              |                                                                                              |                                                                                              |                                                                                              |                                                                                              |                                                                                            |                                                                                            | 第21代ウィラビー・デ・エアズビー女男爵プリシラ・バーティー 1⁄2 1780年 – 1828年                   | 第21代ウィラビー・デ・エアズビー女男爵プリシラ・バーティー 1⁄2 1780年 – 1828年                   | 第21代ウィラビー・デ・エアズビー女男爵プリシラ・バーティー 1⁄2 1780年 – 1828年                   | 第21代ウィラビー・デ・エアズビー女男爵プリシラ・バーティー 1⁄2 1780年 – 1828年                   | 第21代ウィラビー・デ・エアズビー女男爵プリシラ・バーティー 1⁄2 1780年 – 1828年                   | 第21代ウィラビー・デ・エアズビー女男爵プリシラ・バーティー 1⁄2 1780年 – 1828年                   |                                                           |                                                           |                                                                                |                                                                                |                                                                                |                                                                                |                                                                                |                                                                                |                                                               |                                                               |                                                               |                                                               | チャムリー侯爵夫人ジョージアナ・チャムリー 1⁄2 1780年 – 1838年 | チャムリー侯爵夫人ジョージアナ・チャムリー 1⁄2 1780年 – 1838年 | チャムリー侯爵夫人ジョージアナ・チャムリー 1⁄2 1780年 – 1838年 | チャムリー侯爵夫人ジョージアナ・チャムリー 1⁄2 1780年 – 1838年 | チャムリー侯爵夫人ジョージアナ・チャムリー 1⁄2 1780年 – 1838年 | チャムリー侯爵夫人ジョージアナ・チャムリー 1⁄2 1780年 – 1838年 |                                                          |                                                          |                                                   |                                                   |                                                           |                                                           |                                                                  |                                                                  |                                                                  |                                                                  |                                                                  |                                                                  |                                                               |                                                               |                                                               |                                                               |                                                               |                                                               |  |  |  |  |  |  |  |  |  |  |  |  |  |  |  |  |  |  |  |  |  |  |  |  |  |  |  |  |  |  |  |  |  |  |  |  |  |  |
|                                                                                                   |                                                                                                   |                                                                                                   |                                                                                                   |                                                                                                   |                                                                                                   |                                              |                                              |                                                                                              |                                                                                              |                                                                                              |                                                                                              |                                                                                              |                                                                                              |                                                                                            |                                                                                            | 第21代ウィラビー・デ・エアズビー女男爵プリシラ・バーティー 1⁄2 1780年 – 1828年                   | 第21代ウィラビー・デ・エアズビー女男爵プリシラ・バーティー 1⁄2 1780年 – 1828年                   | 第21代ウィラビー・デ・エアズビー女男爵プリシラ・バーティー 1⁄2 1780年 – 1828年                   | 第21代ウィラビー・デ・エアズビー女男爵プリシラ・バーティー 1⁄2 1780年 – 1828年                   | 第21代ウィラビー・デ・エアズビー女男爵プリシラ・バーティー 1⁄2 1780年 – 1828年                   | 第21代ウィラビー・デ・エアズビー女男爵プリシラ・バーティー 1⁄2 1780年 – 1828年                   |                                                           |                                                           |                                                                                |                                                                                |                                                                                |                                                                                |                                                                                |                                                                                |                                                               |                                                               |                                                               |                                                               | チャムリー侯爵夫人ジョージアナ・チャムリー 1⁄2 1780年 – 1838年 | チャムリー侯爵夫人ジョージアナ・チャムリー 1⁄2 1780年 – 1838年 | チャムリー侯爵夫人ジョージアナ・チャムリー 1⁄2 1780年 – 1838年 | チャムリー侯爵夫人ジョージアナ・チャムリー 1⁄2 1780年 – 1838年 | チャムリー侯爵夫人ジョージアナ・チャムリー 1⁄2 1780年 – 1838年 | チャムリー侯爵夫人ジョージアナ・チャムリー 1⁄2 1780年 – 1838年 |                                                          |                                                          |                                                   |                                                   |                                                           |                                                           |                                                                  |                                                                  |                                                                  |                                                                  |                                                                  |                                                                  |                                                               |                                                               |                                                               |                                                               |                                                               |                                                               |  |  |  |  |  |  |  |  |  |  |  |  |  |  |  |  |  |  |  |  |  |  |  |  |  |  |  |  |  |  |  |  |  |  |  |  |  |  |
|                                                                                                   |                                                                                                   |                                                                                                   |                                                                                                   |                                                                                                   |                                                                                                   |                                              |                                              |                                                                                              |                                                                                              |                                                                                              |                                                                                              |                                                                                              |                                                                                              |                                                                                            |                                                                                            |                                                                                                  |                                                                                                  |                                                                                                  |                                                                                                  |                                                                                                  |                                                                                                  |                                                           |                                                           |                                                                                |                                                                                |                                                                                |                                                                                |                                                                                |                                                                                |                                                               |                                                               |                                                               |                                                               |                                                                |                                                                |                                                                |                                                                |                                                                |                                                                |                                                          |                                                          |                                                   |                                                   |                                                           |                                                           |                                                                  |                                                                  |                                                                  |                                                                  |                                                                  |                                                                  |                                                               |                                                               |                                                               |                                                               |                                                               |                                                               |  |  |  |  |  |  |  |  |  |  |  |  |  |  |  |  |  |  |  |  |  |  |  |  |  |  |  |  |  |  |  |  |  |  |  |  |  |  |
|                                                                                                   |                                                                                                   |                                                                                                   |                                                                                                   |                                                                                                   |                                                                                                   |                                              |                                              |                                                                                              |                                                                                              |                                                                                              |                                                                                              |                                                                                              |                                                                                              |                                                                                            |                                                                                            | 第22代ウィラビー・デ・エアズビー男爵ピーター・ドラモンド＝バレル 1⁄2 1828年 – 1865年             | 第22代ウィラビー・デ・エアズビー男爵ピーター・ドラモンド＝バレル 1⁄2 1828年 – 1865年             | 第22代ウィラビー・デ・エアズビー男爵ピーター・ドラモンド＝バレル 1⁄2 1828年 – 1865年             | 第22代ウィラビー・デ・エアズビー男爵ピーター・ドラモンド＝バレル 1⁄2 1828年 – 1865年             | 第22代ウィラビー・デ・エアズビー男爵ピーター・ドラモンド＝バレル 1⁄2 1828年 – 1865年             | 第22代ウィラビー・デ・エアズビー男爵ピーター・ドラモンド＝バレル 1⁄2 1828年 – 1865年             |                                                           |                                                           |                                                                                |                                                                                |                                                                                |                                                                                |                                                                                |                                                                                |                                                               |                                                               |                                                               |                                                               | 第2代チャムリー侯爵ジョージ・チャムリー 1⁄2 1838年 – 1870年    | 第2代チャムリー侯爵ジョージ・チャムリー 1⁄2 1838年 – 1870年    | 第2代チャムリー侯爵ジョージ・チャムリー 1⁄2 1838年 – 1870年    | 第2代チャムリー侯爵ジョージ・チャムリー 1⁄2 1838年 – 1870年    | 第2代チャムリー侯爵ジョージ・チャムリー 1⁄2 1838年 – 1870年    | 第2代チャムリー侯爵ジョージ・チャムリー 1⁄2 1838年 – 1870年    |                                                          |                                                          |                                                   |                                                   |                                                           |                                                           |                                                                  |                                                                  |                                                                  |                                                                  |                                                                  |                                                                  | 第3代チャムリー侯爵ウィリアム・チャムリー 1⁄2 1870年 – 1884年 | 第3代チャムリー侯爵ウィリアム・チャムリー 1⁄2 1870年 – 1884年 | 第3代チャムリー侯爵ウィリアム・チャムリー 1⁄2 1870年 – 1884年 | 第3代チャムリー侯爵ウィリアム・チャムリー 1⁄2 1870年 – 1884年 | 第3代チャムリー侯爵ウィリアム・チャムリー 1⁄2 1870年 – 1884年 | 第3代チャムリー侯爵ウィリアム・チャムリー 1⁄2 1870年 – 1884年 |  |  |  |  |  |  |  |  |  |  |  |  |  |  |  |  |  |  |  |  |  |  |  |  |  |  |  |  |  |  |  |  |  |  |  |  |  |  |
|                                                                                                   |                                                                                                   |                                                                                                   |                                                                                                   |                                                                                                   |                                                                                                   |                                              |                                              |                                                                                              |                                                                                              |                                                                                              |                                                                                              |                                                                                              |                                                                                              |                                                                                            |                                                                                            | 第22代ウィラビー・デ・エアズビー男爵ピーター・ドラモンド＝バレル 1⁄2 1828年 – 1865年             | 第22代ウィラビー・デ・エアズビー男爵ピーター・ドラモンド＝バレル 1⁄2 1828年 – 1865年             | 第22代ウィラビー・デ・エアズビー男爵ピーター・ドラモンド＝バレル 1⁄2 1828年 – 1865年             | 第22代ウィラビー・デ・エアズビー男爵ピーター・ドラモンド＝バレル 1⁄2 1828年 – 1865年             | 第22代ウィラビー・デ・エアズビー男爵ピーター・ドラモンド＝バレル 1⁄2 1828年 – 1865年             | 第22代ウィラビー・デ・エアズビー男爵ピーター・ドラモンド＝バレル 1⁄2 1828年 – 1865年             |                                                           |                                                           |                                                                                |                                                                                |                                                                                |                                                                                |                                                                                |                                                                                |                                                               |                                                               |                                                               |                                                               | 第2代チャムリー侯爵ジョージ・チャムリー 1⁄2 1838年 – 1870年    | 第2代チャムリー侯爵ジョージ・チャムリー 1⁄2 1838年 – 1870年    | 第2代チャムリー侯爵ジョージ・チャムリー 1⁄2 1838年 – 1870年    | 第2代チャムリー侯爵ジョージ・チャムリー 1⁄2 1838年 – 1870年    | 第2代チャムリー侯爵ジョージ・チャムリー 1⁄2 1838年 – 1870年    | 第2代チャムリー侯爵ジョージ・チャムリー 1⁄2 1838年 – 1870年    |                                                          |                                                          |                                                   |                                                   |                                                           |                                                           |                                                                  |                                                                  |                                                                  |                                                                  |                                                                  |                                                                  | 第3代チャムリー侯爵ウィリアム・チャムリー 1⁄2 1870年 – 1884年 | 第3代チャムリー侯爵ウィリアム・チャムリー 1⁄2 1870年 – 1884年 | 第3代チャムリー侯爵ウィリアム・チャムリー 1⁄2 1870年 – 1884年 | 第3代チャムリー侯爵ウィリアム・チャムリー 1⁄2 1870年 – 1884年 | 第3代チャムリー侯爵ウィリアム・チャムリー 1⁄2 1870年 – 1884年 | 第3代チャムリー侯爵ウィリアム・チャムリー 1⁄2 1870年 – 1884年 |  |  |  |  |  |  |  |  |  |  |  |  |  |  |  |  |  |  |  |  |  |  |  |  |  |  |  |  |  |  |  |  |  |  |  |  |  |  |
|                                                                                                   |                                                                                                   |                                                                                                   |                                                                                                   |                                                                                                   |                                                                                                   |                                              |                                              |                                                                                              |                                                                                              |                                                                                              |                                                                                              |                                                                                              |                                                                                              |                                                                                            |                                                                                            |                                                                                                  |                                                                                                  |                                                                                                  |                                                                                                  |                                                                                                  |                                                                                                  |                                                           |                                                           |                                                                                |                                                                                |                                                                                |                                                                                |                                                                                |                                                                                |                                                               |                                                               |                                                               |                                                               |                                                                |                                                                |                                                                |                                                                |                                                                |                                                                |                                                          |                                                          |                                                   |                                                   |                                                           |                                                           |                                                                  |                                                                  |                                                                  |                                                                  |                                                                  |                                                                  |                                                               |                                                               |                                                               |                                                               |                                                               |                                                               |  |  |  |  |  |  |  |  |  |  |  |  |  |  |  |  |  |  |  |  |  |  |  |  |  |  |  |  |  |  |  |  |  |  |  |  |  |  |
|                                                                                                   |                                                                                                   |                                                                                                   |                                                                                                   |                                                                                                   |                                                                                                   |                                              |                                              | 第23代ウィラビー・デ・エアズビー男爵アルビリック・ドラモンド＝ウィラビー 1⁄2 1865年 – 1870年 | 第23代ウィラビー・デ・エアズビー男爵アルビリック・ドラモンド＝ウィラビー 1⁄2 1865年 – 1870年 | 第23代ウィラビー・デ・エアズビー男爵アルビリック・ドラモンド＝ウィラビー 1⁄2 1865年 – 1870年 | 第23代ウィラビー・デ・エアズビー男爵アルビリック・ドラモンド＝ウィラビー 1⁄2 1865年 – 1870年 | 第23代ウィラビー・デ・エアズビー男爵アルビリック・ドラモンド＝ウィラビー 1⁄2 1865年 – 1870年 | 第23代ウィラビー・デ・エアズビー男爵アルビリック・ドラモンド＝ウィラビー 1⁄2 1865年 – 1870年 |                                                                                            |                                                                                            | 第24代ウィラビー・デ・エアズビー女男爵クレメンティナ・ドラモンド＝ウィラビー 1⁄4 1870年 – 1888年 | 第24代ウィラビー・デ・エアズビー女男爵クレメンティナ・ドラモンド＝ウィラビー 1⁄4 1870年 – 1888年 | 第24代ウィラビー・デ・エアズビー女男爵クレメンティナ・ドラモンド＝ウィラビー 1⁄4 1870年 – 1888年 | 第24代ウィラビー・デ・エアズビー女男爵クレメンティナ・ドラモンド＝ウィラビー 1⁄4 1870年 – 1888年 | 第24代ウィラビー・デ・エアズビー女男爵クレメンティナ・ドラモンド＝ウィラビー 1⁄4 1870年 – 1888年 | 第24代ウィラビー・デ・エアズビー女男爵クレメンティナ・ドラモンド＝ウィラビー 1⁄4 1870年 – 1888年 |                                                           |                                                           | キャリントン男爵夫人シャーロット・オーガスタ・キャリントン 1⁄4 1870年 – 1879年 | キャリントン男爵夫人シャーロット・オーガスタ・キャリントン 1⁄4 1870年 – 1879年 | キャリントン男爵夫人シャーロット・オーガスタ・キャリントン 1⁄4 1870年 – 1879年 | キャリントン男爵夫人シャーロット・オーガスタ・キャリントン 1⁄4 1870年 – 1879年 | キャリントン男爵夫人シャーロット・オーガスタ・キャリントン 1⁄4 1870年 – 1879年 | キャリントン男爵夫人シャーロット・オーガスタ・キャリントン 1⁄4 1870年 – 1879年 |                                                               |                                                               |                                                               |                                                               |                                                                |                                                                |                                                                |                                                                |                                                                |                                                                |                                                          |                                                          |                                                   |                                                   |                                                           |                                                           |                                                                  |                                                                  |                                                                  |                                                                  |                                                                  |                                                                  | マルパス子爵チャールズ・ジョージ・チャムリー                  | マルパス子爵チャールズ・ジョージ・チャムリー                  | マルパス子爵チャールズ・ジョージ・チャムリー                  | マルパス子爵チャールズ・ジョージ・チャムリー                  | マルパス子爵チャールズ・ジョージ・チャムリー                  | マルパス子爵チャールズ・ジョージ・チャムリー                  |  |  |  |  |  |  |  |  |  |  |  |  |  |  |  |  |  |  |  |  |  |  |  |  |  |  |  |  |  |  |  |  |  |  |  |  |  |  |
|                                                                                                   |                                                                                                   |                                                                                                   |                                                                                                   |                                                                                                   |                                                                                                   |                                              |                                              | 第23代ウィラビー・デ・エアズビー男爵アルビリック・ドラモンド＝ウィラビー 1⁄2 1865年 – 1870年 | 第23代ウィラビー・デ・エアズビー男爵アルビリック・ドラモンド＝ウィラビー 1⁄2 1865年 – 1870年 | 第23代ウィラビー・デ・エアズビー男爵アルビリック・ドラモンド＝ウィラビー 1⁄2 1865年 – 1870年 | 第23代ウィラビー・デ・エアズビー男爵アルビリック・ドラモンド＝ウィラビー 1⁄2 1865年 – 1870年 | 第23代ウィラビー・デ・エアズビー男爵アルビリック・ドラモンド＝ウィラビー 1⁄2 1865年 – 1870年 | 第23代ウィラビー・デ・エアズビー男爵アルビリック・ドラモンド＝ウィラビー 1⁄2 1865年 – 1870年 |                                                                                            |                                                                                            | 第24代ウィラビー・デ・エアズビー女男爵クレメンティナ・ドラモンド＝ウィラビー 1⁄4 1870年 – 1888年 | 第24代ウィラビー・デ・エアズビー女男爵クレメンティナ・ドラモンド＝ウィラビー 1⁄4 1870年 – 1888年 | 第24代ウィラビー・デ・エアズビー女男爵クレメンティナ・ドラモンド＝ウィラビー 1⁄4 1870年 – 1888年 | 第24代ウィラビー・デ・エアズビー女男爵クレメンティナ・ドラモンド＝ウィラビー 1⁄4 1870年 – 1888年 | 第24代ウィラビー・デ・エアズビー女男爵クレメンティナ・ドラモンド＝ウィラビー 1⁄4 1870年 – 1888年 | 第24代ウィラビー・デ・エアズビー女男爵クレメンティナ・ドラモンド＝ウィラビー 1⁄4 1870年 – 1888年 |                                                           |                                                           | キャリントン男爵夫人シャーロット・オーガスタ・キャリントン 1⁄4 1870年 – 1879年 | キャリントン男爵夫人シャーロット・オーガスタ・キャリントン 1⁄4 1870年 – 1879年 | キャリントン男爵夫人シャーロット・オーガスタ・キャリントン 1⁄4 1870年 – 1879年 | キャリントン男爵夫人シャーロット・オーガスタ・キャリントン 1⁄4 1870年 – 1879年 | キャリントン男爵夫人シャーロット・オーガスタ・キャリントン 1⁄4 1870年 – 1879年 | キャリントン男爵夫人シャーロット・オーガスタ・キャリントン 1⁄4 1870年 – 1879年 |                                                               |                                                               |                                                               |                                                               |                                                                |                                                                |                                                                |                                                                |                                                                |                                                                |                                                          |                                                          |                                                   |                                                   |                                                           |                                                           |                                                                  |                                                                  |                                                                  |                                                                  |                                                                  |                                                                  | マルパス子爵チャールズ・ジョージ・チャムリー                  | マルパス子爵チャールズ・ジョージ・チャムリー                  | マルパス子爵チャールズ・ジョージ・チャムリー                  | マルパス子爵チャールズ・ジョージ・チャムリー                  | マルパス子爵チャールズ・ジョージ・チャムリー                  | マルパス子爵チャールズ・ジョージ・チャムリー                  |  |  |  |  |  |  |  |  |  |  |  |  |  |  |  |  |  |  |  |  |  |  |  |  |  |  |  |  |  |  |  |  |  |  |  |  |  |  |
|                                                                                                   |                                                                                                   |                                                                                                   |                                                                                                   |                                                                                                   |                                                                                                   |                                              |                                              |                                                                                              |                                                                                              |                                                                                              |                                                                                              |                                                                                              |                                                                                              |                                                                                            |                                                                                            |                                                                                                  |                                                                                                  |                                                                                                  |                                                                                                  |                                                                                                  |                                                                                                  |                                                           |                                                           |                                                                                |                                                                                |                                                                                |                                                                                |                                                                                |                                                                                |                                                               |                                                               |                                                               |                                                               |                                                                |                                                                |                                                                |                                                                |                                                                |                                                                |                                                          |                                                          |                                                   |                                                   |                                                           |                                                           |                                                                  |                                                                  |                                                                  |                                                                  |                                                                  |                                                                  |                                                               |                                                               |                                                               |                                                               |                                                               |                                                               |  |  |  |  |  |  |  |  |  |  |  |  |  |  |  |  |  |  |  |  |  |  |  |  |  |  |  |  |  |  |  |  |  |  |  |  |  |  |
| 初代アンカスター伯爵ギルバート・ヒースコート＝ドラモンド＝ウィラビー 1⁄4 1888年 – 1910年          | 初代アンカスター伯爵ギルバート・ヒースコート＝ドラモンド＝ウィラビー 1⁄4 1888年 – 1910年          | 初代アンカスター伯爵ギルバート・ヒースコート＝ドラモンド＝ウィラビー 1⁄4 1888年 – 1910年          | 初代アンカスター伯爵ギルバート・ヒースコート＝ドラモンド＝ウィラビー 1⁄4 1888年 – 1910年          | 初代アンカスター伯爵ギルバート・ヒースコート＝ドラモンド＝ウィラビー 1⁄4 1888年 – 1910年          | 初代アンカスター伯爵ギルバート・ヒースコート＝ドラモンド＝ウィラビー 1⁄4 1888年 – 1910年          |                                              |                                              |                                                                                              |                                                                                              |                                                                                              |                                                                                              |                                                                                              |                                                                                              |                                                                                            |                                                                                            |                                                                                                  |                                                                                                  |                                                                                                  |                                                                                                  |                                                                                                  |                                                                                                  |                                                           |                                                           | 初代リンカンシャー侯爵チャールズ・ウィン＝キャリントン 1⁄4 1879年 – 1928年     | 初代リンカンシャー侯爵チャールズ・ウィン＝キャリントン 1⁄4 1879年 – 1928年     | 初代リンカンシャー侯爵チャールズ・ウィン＝キャリントン 1⁄4 1879年 – 1928年     | 初代リンカンシャー侯爵チャールズ・ウィン＝キャリントン 1⁄4 1879年 – 1928年     | 初代リンカンシャー侯爵チャールズ・ウィン＝キャリントン 1⁄4 1879年 – 1928年     | 初代リンカンシャー侯爵チャールズ・ウィン＝キャリントン 1⁄4 1879年 – 1928年     |                                                               |                                                               |                                                               |                                                               |                                                                |                                                                |                                                                |                                                                |                                                                |                                                                |                                                          |                                                          |                                                   |                                                   |                                                           |                                                           |                                                                  |                                                                  |                                                                  |                                                                  |                                                                  |                                                                  | 第4代チャムリー侯爵ジョージ・チャムリー 1⁄2 1884年 – 1923年   | 第4代チャムリー侯爵ジョージ・チャムリー 1⁄2 1884年 – 1923年   | 第4代チャムリー侯爵ジョージ・チャムリー 1⁄2 1884年 – 1923年   | 第4代チャムリー侯爵ジョージ・チャムリー 1⁄2 1884年 – 1923年   | 第4代チャムリー侯爵ジョージ・チャムリー 1⁄2 1884年 – 1923年   | 第4代チャムリー侯爵ジョージ・チャムリー 1⁄2 1884年 – 1923年   |  |  |  |  |  |  |  |  |  |  |  |  |  |  |  |  |  |  |  |  |  |  |  |  |  |  |  |  |  |  |  |  |  |  |  |  |  |  |
| 初代アンカスター伯爵ギルバート・ヒースコート＝ドラモンド＝ウィラビー 1⁄4 1888年 – 1910年          | 初代アンカスター伯爵ギルバート・ヒースコート＝ドラモンド＝ウィラビー 1⁄4 1888年 – 1910年          | 初代アンカスター伯爵ギルバート・ヒースコート＝ドラモンド＝ウィラビー 1⁄4 1888年 – 1910年          | 初代アンカスター伯爵ギルバート・ヒースコート＝ドラモンド＝ウィラビー 1⁄4 1888年 – 1910年          | 初代アンカスター伯爵ギルバート・ヒースコート＝ドラモンド＝ウィラビー 1⁄4 1888年 – 1910年          | 初代アンカスター伯爵ギルバート・ヒースコート＝ドラモンド＝ウィラビー 1⁄4 1888年 – 1910年          |                                              |                                              |                                                                                              |                                                                                              |                                                                                              |                                                                                              |                                                                                              |                                                                                              |                                                                                            |                                                                                            |                                                                                                  |                                                                                                  |                                                                                                  |                                                                                                  |                                                                                                  |                                                                                                  |                                                           |                                                           | 初代リンカンシャー侯爵チャールズ・ウィン＝キャリントン 1⁄4 1879年 – 1928年     | 初代リンカンシャー侯爵チャールズ・ウィン＝キャリントン 1⁄4 1879年 – 1928年     | 初代リンカンシャー侯爵チャールズ・ウィン＝キャリントン 1⁄4 1879年 – 1928年     | 初代リンカンシャー侯爵チャールズ・ウィン＝キャリントン 1⁄4 1879年 – 1928年     | 初代リンカンシャー侯爵チャールズ・ウィン＝キャリントン 1⁄4 1879年 – 1928年     | 初代リンカンシャー侯爵チャールズ・ウィン＝キャリントン 1⁄4 1879年 – 1928年     |                                                               |                                                               |                                                               |                                                               |                                                                |                                                                |                                                                |                                                                |                                                                |                                                                |                                                          |                                                          |                                                   |                                                   |                                                           |                                                           |                                                                  |                                                                  |                                                                  |                                                                  |                                                                  |                                                                  | 第4代チャムリー侯爵ジョージ・チャムリー 1⁄2 1884年 – 1923年   | 第4代チャムリー侯爵ジョージ・チャムリー 1⁄2 1884年 – 1923年   | 第4代チャムリー侯爵ジョージ・チャムリー 1⁄2 1884年 – 1923年   | 第4代チャムリー侯爵ジョージ・チャムリー 1⁄2 1884年 – 1923年   | 第4代チャムリー侯爵ジョージ・チャムリー 1⁄2 1884年 – 1923年   | 第4代チャムリー侯爵ジョージ・チャムリー 1⁄2 1884年 – 1923年   |  |  |  |  |  |  |  |  |  |  |  |  |  |  |  |  |  |  |  |  |  |  |  |  |  |  |  |  |  |  |  |  |  |  |  |  |  |  |
|                                                                                                   |                                                                                                   |                                                                                                   |                                                                                                   |                                                                                                   |                                                                                                   |                                              |                                              |                                                                                              |                                                                                              |                                                                                              |                                                                                              |                                                                                              |                                                                                              |                                                                                            |                                                                                            |                                                                                                  |                                                                                                  |                                                                                                  |                                                                                                  |                                                                                                  |                                                                                                  |                                                           |                                                           |                                                                                |                                                                                |                                                                                |                                                                                |                                                                                |                                                                                |                                                               |                                                               |                                                               |                                                               |                                                                |                                                                |                                                                |                                                                |                                                                |                                                                |                                                          |                                                          |                                                   |                                                   |                                                           |                                                           |                                                                  |                                                                  |                                                                  |                                                                  |                                                                  |                                                                  |                                                               |                                                               |                                                               |                                                               |                                                               |                                                               |  |  |  |  |  |  |  |  |  |  |  |  |  |  |  |  |  |  |  |  |  |  |  |  |  |  |  |  |  |  |  |  |  |  |  |  |  |  |
| 第2代アンカスター伯爵ギルバート・ヒースコート＝ドラモンド＝ウィラビー 1⁄4 1910年 – 1951年         | 第2代アンカスター伯爵ギルバート・ヒースコート＝ドラモンド＝ウィラビー 1⁄4 1910年 – 1951年         | 第2代アンカスター伯爵ギルバート・ヒースコート＝ドラモンド＝ウィラビー 1⁄4 1910年 – 1951年         | 第2代アンカスター伯爵ギルバート・ヒースコート＝ドラモンド＝ウィラビー 1⁄4 1910年 – 1951年         | 第2代アンカスター伯爵ギルバート・ヒースコート＝ドラモンド＝ウィラビー 1⁄4 1910年 – 1951年         | 第2代アンカスター伯爵ギルバート・ヒースコート＝ドラモンド＝ウィラビー 1⁄4 1910年 – 1951年         |                                              |                                              | ナンバーンホルム男爵夫人マージョリー・ウィルソン 1⁄20 1928年 – 1968年                        | ナンバーンホルム男爵夫人マージョリー・ウィルソン 1⁄20 1928年 – 1968年                        | ナンバーンホルム男爵夫人マージョリー・ウィルソン 1⁄20 1928年 – 1968年                        | ナンバーンホルム男爵夫人マージョリー・ウィルソン 1⁄20 1928年 – 1968年                        | ナンバーンホルム男爵夫人マージョリー・ウィルソン 1⁄20 1928年 – 1968年                        | ナンバーンホルム男爵夫人マージョリー・ウィルソン 1⁄20 1928年 – 1968年                        |                                                                                            |                                                                                            |                                                                                                  |                                                                                                  |                                                                                                  |                                                                                                  | アレクサンドラ・ルウェレン・パーマー 1⁄20 1928年 – 1955年                                        | アレクサンドラ・ルウェレン・パーマー 1⁄20 1928年 – 1955年                                        | アレクサンドラ・ルウェレン・パーマー 1⁄20 1928年 – 1955年 | アレクサンドラ・ルウェレン・パーマー 1⁄20 1928年 – 1955年 | アレクサンドラ・ルウェレン・パーマー 1⁄20 1928年 – 1955年                      | アレクサンドラ・ルウェレン・パーマー 1⁄20 1928年 – 1955年                      |                                                                                |                                                                                | ダートマス伯爵夫人ルパータ・レッグ 1⁄20 1928年 – 1963年                        | ダートマス伯爵夫人ルパータ・レッグ 1⁄20 1928年 – 1963年                        | ダートマス伯爵夫人ルパータ・レッグ 1⁄20 1928年 – 1963年       | ダートマス伯爵夫人ルパータ・レッグ 1⁄20 1928年 – 1963年       | ダートマス伯爵夫人ルパータ・レッグ 1⁄20 1928年 – 1963年       | ダートマス伯爵夫人ルパータ・レッグ 1⁄20 1928年 – 1963年       |                                                                |                                                                | アルベマール伯爵夫人ジュディス・ケッペル                       | アルベマール伯爵夫人ジュディス・ケッペル                       | アルベマール伯爵夫人ジュディス・ケッペル                       | アルベマール伯爵夫人ジュディス・ケッペル                       | アルベマール伯爵夫人ジュディス・ケッペル                 | アルベマール伯爵夫人ジュディス・ケッペル                 |                                                   |                                                   | ヴィクトリア・ウェルド＝フォレスター 1⁄20 1928年 – 1966年 | ヴィクトリア・ウェルド＝フォレスター 1⁄20 1928年 – 1966年 | ヴィクトリア・ウェルド＝フォレスター 1⁄20 1928年 – 1966年        | ヴィクトリア・ウェルド＝フォレスター 1⁄20 1928年 – 1966年        | ヴィクトリア・ウェルド＝フォレスター 1⁄20 1928年 – 1966年        | ヴィクトリア・ウェルド＝フォレスター 1⁄20 1928年 – 1966年        |                                                                  |                                                                  | 第5代チャムリー侯爵ジョージ・チャムリー 1⁄2 1923年 – 1968年   | 第5代チャムリー侯爵ジョージ・チャムリー 1⁄2 1923年 – 1968年   | 第5代チャムリー侯爵ジョージ・チャムリー 1⁄2 1923年 – 1968年   | 第5代チャムリー侯爵ジョージ・チャムリー 1⁄2 1923年 – 1968年   | 第5代チャムリー侯爵ジョージ・チャムリー 1⁄2 1923年 – 1968年   | 第5代チャムリー侯爵ジョージ・チャムリー 1⁄2 1923年 – 1968年   |  |  |  |  |  |  |  |  |  |  |  |  |  |  |  |  |  |  |  |  |  |  |  |  |  |  |  |  |  |  |  |  |  |  |  |  |  |  |
| 第2代アンカスター伯爵ギルバート・ヒースコート＝ドラモンド＝ウィラビー 1⁄4 1910年 – 1951年         | 第2代アンカスター伯爵ギルバート・ヒースコート＝ドラモンド＝ウィラビー 1⁄4 1910年 – 1951年         | 第2代アンカスター伯爵ギルバート・ヒースコート＝ドラモンド＝ウィラビー 1⁄4 1910年 – 1951年         | 第2代アンカスター伯爵ギルバート・ヒースコート＝ドラモンド＝ウィラビー 1⁄4 1910年 – 1951年         | 第2代アンカスター伯爵ギルバート・ヒースコート＝ドラモンド＝ウィラビー 1⁄4 1910年 – 1951年         | 第2代アンカスター伯爵ギルバート・ヒースコート＝ドラモンド＝ウィラビー 1⁄4 1910年 – 1951年         |                                              |                                              | ナンバーンホルム男爵夫人マージョリー・ウィルソン 1⁄20 1928年 – 1968年                        | ナンバーンホルム男爵夫人マージョリー・ウィルソン 1⁄20 1928年 – 1968年                        | ナンバーンホルム男爵夫人マージョリー・ウィルソン 1⁄20 1928年 – 1968年                        | ナンバーンホルム男爵夫人マージョリー・ウィルソン 1⁄20 1928年 – 1968年                        | ナンバーンホルム男爵夫人マージョリー・ウィルソン 1⁄20 1928年 – 1968年                        | ナンバーンホルム男爵夫人マージョリー・ウィルソン 1⁄20 1928年 – 1968年                        |                                                                                            |                                                                                            |                                                                                                  |                                                                                                  |                                                                                                  |                                                                                                  | アレクサンドラ・ルウェレン・パーマー 1⁄20 1928年 – 1955年                                        | アレクサンドラ・ルウェレン・パーマー 1⁄20 1928年 – 1955年                                        | アレクサンドラ・ルウェレン・パーマー 1⁄20 1928年 – 1955年 | アレクサンドラ・ルウェレン・パーマー 1⁄20 1928年 – 1955年 | アレクサンドラ・ルウェレン・パーマー 1⁄20 1928年 – 1955年                      | アレクサンドラ・ルウェレン・パーマー 1⁄20 1928年 – 1955年                      |                                                                                |                                                                                | ダートマス伯爵夫人ルパータ・レッグ 1⁄20 1928年 – 1963年                        | ダートマス伯爵夫人ルパータ・レッグ 1⁄20 1928年 – 1963年                        | ダートマス伯爵夫人ルパータ・レッグ 1⁄20 1928年 – 1963年       | ダートマス伯爵夫人ルパータ・レッグ 1⁄20 1928年 – 1963年       | ダートマス伯爵夫人ルパータ・レッグ 1⁄20 1928年 – 1963年       | ダートマス伯爵夫人ルパータ・レッグ 1⁄20 1928年 – 1963年       |                                                                |                                                                | アルベマール伯爵夫人ジュディス・ケッペル                       | アルベマール伯爵夫人ジュディス・ケッペル                       | アルベマール伯爵夫人ジュディス・ケッペル                       | アルベマール伯爵夫人ジュディス・ケッペル                       | アルベマール伯爵夫人ジュディス・ケッペル                 | アルベマール伯爵夫人ジュディス・ケッペル                 |                                                   |                                                   | ヴィクトリア・ウェルド＝フォレスター 1⁄20 1928年 – 1966年 | ヴィクトリア・ウェルド＝フォレスター 1⁄20 1928年 – 1966年 | ヴィクトリア・ウェルド＝フォレスター 1⁄20 1928年 – 1966年        | ヴィクトリア・ウェルド＝フォレスター 1⁄20 1928年 – 1966年        | ヴィクトリア・ウェルド＝フォレスター 1⁄20 1928年 – 1966年        | ヴィクトリア・ウェルド＝フォレスター 1⁄20 1928年 – 1966年        |                                                                  |                                                                  | 第5代チャムリー侯爵ジョージ・チャムリー 1⁄2 1923年 – 1968年   | 第5代チャムリー侯爵ジョージ・チャムリー 1⁄2 1923年 – 1968年   | 第5代チャムリー侯爵ジョージ・チャムリー 1⁄2 1923年 – 1968年   | 第5代チャムリー侯爵ジョージ・チャムリー 1⁄2 1923年 – 1968年   | 第5代チャムリー侯爵ジョージ・チャムリー 1⁄2 1923年 – 1968年   | 第5代チャムリー侯爵ジョージ・チャムリー 1⁄2 1923年 – 1968年   |  |  |  |  |  |  |  |  |  |  |  |  |  |  |  |  |  |  |  |  |  |  |  |  |  |  |  |  |  |  |  |  |  |  |  |  |  |  |
|                                                                                                   |                                                                                                   |                                                                                                   |                                                                                                   |                                                                                                   |                                                                                                   |                                              |                                              |                                                                                              |                                                                                              |                                                                                              |                                                                                              |                                                                                              |                                                                                              |                                                                                            |                                                                                            |                                                                                                  |                                                                                                  |                                                                                                  |                                                                                                  |                                                                                                  |                                                                                                  |                                                           |                                                           |                                                                                |                                                                                |                                                                                |                                                                                |                                                                                |                                                                                |                                                               |                                                               |                                                               |                                                               |                                                                |                                                                |                                                                |                                                                |                                                                |                                                                |                                                          |                                                          |                                                   |                                                   |                                                           |                                                           |                                                                  |                                                                  |                                                                  |                                                                  |                                                                  |                                                                  |                                                               |                                                               |                                                               |                                                               |                                                               |                                                               |  |  |  |  |  |  |  |  |  |  |  |  |  |  |  |  |  |  |  |  |  |  |  |  |  |  |  |  |  |  |  |  |  |  |  |  |  |  |
| 第3代アンカスター伯爵ジェームズ・ヒースコート＝ドラモンド＝ウィラビー 1⁄4 1951年 – 1983年         | 第3代アンカスター伯爵ジェームズ・ヒースコート＝ドラモンド＝ウィラビー 1⁄4 1951年 – 1983年         | 第3代アンカスター伯爵ジェームズ・ヒースコート＝ドラモンド＝ウィラビー 1⁄4 1951年 – 1983年         | 第3代アンカスター伯爵ジェームズ・ヒースコート＝ドラモンド＝ウィラビー 1⁄4 1951年 – 1983年         | 第3代アンカスター伯爵ジェームズ・ヒースコート＝ドラモンド＝ウィラビー 1⁄4 1951年 – 1983年         | 第3代アンカスター伯爵ジェームズ・ヒースコート＝ドラモンド＝ウィラビー 1⁄4 1951年 – 1983年         |                                              |                                              | 第3代ナンバーンホルム男爵チャールズ・ウィルソン 1⁄20 1968年 – 1974年                         | 第3代ナンバーンホルム男爵チャールズ・ウィルソン 1⁄20 1968年 – 1974年                         | 第3代ナンバーンホルム男爵チャールズ・ウィルソン 1⁄20 1968年 – 1974年                         | 第3代ナンバーンホルム男爵チャールズ・ウィルソン 1⁄20 1968年 – 1974年                         | 第3代ナンバーンホルム男爵チャールズ・ウィルソン 1⁄20 1968年 – 1974年                         | 第3代ナンバーンホルム男爵チャールズ・ウィルソン 1⁄20 1968年 – 1974年                         |                                                                                            |                                                                                            | アンソニー・ルウェレン・パーマー 1⁄20 1955年 – 1990年                                            | アンソニー・ルウェレン・パーマー 1⁄20 1955年 – 1990年                                            | アンソニー・ルウェレン・パーマー 1⁄20 1955年 – 1990年                                            | アンソニー・ルウェレン・パーマー 1⁄20 1955年 – 1990年                                            | アンソニー・ルウェレン・パーマー 1⁄20 1955年 – 1990年                                            | アンソニー・ルウェレン・パーマー 1⁄20 1955年 – 1990年                                            |                                                           |                                                           | ティモシー・ルウェレン・パーマー                                               | ティモシー・ルウェレン・パーマー                                               | ティモシー・ルウェレン・パーマー                                               | ティモシー・ルウェレン・パーマー                                               | ティモシー・ルウェレン・パーマー                                               | ティモシー・ルウェレン・パーマー                                               |                                                               |                                                               |                                                               |                                                               |                                                                |                                                                | バリー子爵デレック・ケッペル 1⁄20 1928年 – 1968年              | バリー子爵デレック・ケッペル 1⁄20 1928年 – 1968年              | バリー子爵デレック・ケッペル 1⁄20 1928年 – 1968年              | バリー子爵デレック・ケッペル 1⁄20 1928年 – 1968年              | バリー子爵デレック・ケッペル 1⁄20 1928年 – 1968年        | バリー子爵デレック・ケッペル 1⁄20 1928年 – 1968年        |                                                   |                                                   | サー・ハリー・レッグ＝バーク 1⁄20 1966年 – 1973年         | サー・ハリー・レッグ＝バーク 1⁄20 1966年 – 1973年         | サー・ハリー・レッグ＝バーク 1⁄20 1966年 – 1973年                | サー・ハリー・レッグ＝バーク 1⁄20 1966年 – 1973年                | サー・ハリー・レッグ＝バーク 1⁄20 1966年 – 1973年                | サー・ハリー・レッグ＝バーク 1⁄20 1966年 – 1973年                |                                                                  |                                                                  | 第6代チャムリー侯爵ヒュー・チャムリー 1⁄2 1968年 – 1990年     | 第6代チャムリー侯爵ヒュー・チャムリー 1⁄2 1968年 – 1990年     | 第6代チャムリー侯爵ヒュー・チャムリー 1⁄2 1968年 – 1990年     | 第6代チャムリー侯爵ヒュー・チャムリー 1⁄2 1968年 – 1990年     | 第6代チャムリー侯爵ヒュー・チャムリー 1⁄2 1968年 – 1990年     | 第6代チャムリー侯爵ヒュー・チャムリー 1⁄2 1968年 – 1990年     |  |  |  |  |  |  |  |  |  |  |  |  |  |  |  |  |  |  |  |  |  |  |  |  |  |  |  |  |  |  |  |  |  |  |  |  |  |  |
| 第3代アンカスター伯爵ジェームズ・ヒースコート＝ドラモンド＝ウィラビー 1⁄4 1951年 – 1983年         | 第3代アンカスター伯爵ジェームズ・ヒースコート＝ドラモンド＝ウィラビー 1⁄4 1951年 – 1983年         | 第3代アンカスター伯爵ジェームズ・ヒースコート＝ドラモンド＝ウィラビー 1⁄4 1951年 – 1983年         | 第3代アンカスター伯爵ジェームズ・ヒースコート＝ドラモンド＝ウィラビー 1⁄4 1951年 – 1983年         | 第3代アンカスター伯爵ジェームズ・ヒースコート＝ドラモンド＝ウィラビー 1⁄4 1951年 – 1983年         | 第3代アンカスター伯爵ジェームズ・ヒースコート＝ドラモンド＝ウィラビー 1⁄4 1951年 – 1983年         |                                              |                                              | 第3代ナンバーンホルム男爵チャールズ・ウィルソン 1⁄20 1968年 – 1974年                         | 第3代ナンバーンホルム男爵チャールズ・ウィルソン 1⁄20 1968年 – 1974年                         | 第3代ナンバーンホルム男爵チャールズ・ウィルソン 1⁄20 1968年 – 1974年                         | 第3代ナンバーンホルム男爵チャールズ・ウィルソン 1⁄20 1968年 – 1974年                         | 第3代ナンバーンホルム男爵チャールズ・ウィルソン 1⁄20 1968年 – 1974年                         | 第3代ナンバーンホルム男爵チャールズ・ウィルソン 1⁄20 1968年 – 1974年                         |                                                                                            |                                                                                            | アンソニー・ルウェレン・パーマー 1⁄20 1955年 – 1990年                                            | アンソニー・ルウェレン・パーマー 1⁄20 1955年 – 1990年                                            | アンソニー・ルウェレン・パーマー 1⁄20 1955年 – 1990年                                            | アンソニー・ルウェレン・パーマー 1⁄20 1955年 – 1990年                                            | アンソニー・ルウェレン・パーマー 1⁄20 1955年 – 1990年                                            | アンソニー・ルウェレン・パーマー 1⁄20 1955年 – 1990年                                            |                                                           |                                                           | ティモシー・ルウェレン・パーマー                                               | ティモシー・ルウェレン・パーマー                                               | ティモシー・ルウェレン・パーマー                                               | ティモシー・ルウェレン・パーマー                                               | ティモシー・ルウェレン・パーマー                                               | ティモシー・ルウェレン・パーマー                                               |                                                               |                                                               |                                                               |                                                               |                                                                |                                                                | バリー子爵デレック・ケッペル 1⁄20 1928年 – 1968年              | バリー子爵デレック・ケッペル 1⁄20 1928年 – 1968年              | バリー子爵デレック・ケッペル 1⁄20 1928年 – 1968年              | バリー子爵デレック・ケッペル 1⁄20 1928年 – 1968年              | バリー子爵デレック・ケッペル 1⁄20 1928年 – 1968年        | バリー子爵デレック・ケッペル 1⁄20 1928年 – 1968年        |                                                   |                                                   | サー・ハリー・レッグ＝バーク 1⁄20 1966年 – 1973年         | サー・ハリー・レッグ＝バーク 1⁄20 1966年 – 1973年         | サー・ハリー・レッグ＝バーク 1⁄20 1966年 – 1973年                | サー・ハリー・レッグ＝バーク 1⁄20 1966年 – 1973年                | サー・ハリー・レッグ＝バーク 1⁄20 1966年 – 1973年                | サー・ハリー・レッグ＝バーク 1⁄20 1966年 – 1973年                |                                                                  |                                                                  | 第6代チャムリー侯爵ヒュー・チャムリー 1⁄2 1968年 – 1990年     | 第6代チャムリー侯爵ヒュー・チャムリー 1⁄2 1968年 – 1990年     | 第6代チャムリー侯爵ヒュー・チャムリー 1⁄2 1968年 – 1990年     | 第6代チャムリー侯爵ヒュー・チャムリー 1⁄2 1968年 – 1990年     | 第6代チャムリー侯爵ヒュー・チャムリー 1⁄2 1968年 – 1990年     | 第6代チャムリー侯爵ヒュー・チャムリー 1⁄2 1968年 – 1990年     |  |  |  |  |  |  |  |  |  |  |  |  |  |  |  |  |  |  |  |  |  |  |  |  |  |  |  |  |  |  |  |  |  |  |  |  |  |  |
|                                                                                                   |                                                                                                   |                                                                                                   |                                                                                                   |                                                                                                   |                                                                                                   |                                              |                                              |                                                                                              |                                                                                              |                                                                                              |                                                                                              |                                                                                              |                                                                                              |                                                                                            |                                                                                            |                                                                                                  |                                                                                                  |                                                                                                  |                                                                                                  |                                                                                                  |                                                                                                  |                                                           |                                                           |                                                                                |                                                                                |                                                                                |                                                                                |                                                                                |                                                                                |                                                               |                                                               |                                                               |                                                               |                                                                |                                                                |                                                                |                                                                |                                                                |                                                                |                                                          |                                                          |                                                   |                                                   |                                                           |                                                           |                                                                  |                                                                  |                                                                  |                                                                  |                                                                  |                                                                  |                                                               |                                                               |                                                               |                                                               |                                                               |                                                               |  |  |  |  |  |  |  |  |  |  |  |  |  |  |  |  |  |  |  |  |  |  |  |  |  |  |  |  |  |  |  |  |  |  |  |  |  |  |
| 第28代ウィラビー・デ・エアズビー女男爵ジェーン・ヒースコート＝ドラモンド＝ウィラビー 1⁄4 1983年 – | 第28代ウィラビー・デ・エアズビー女男爵ジェーン・ヒースコート＝ドラモンド＝ウィラビー 1⁄4 1983年 – | 第28代ウィラビー・デ・エアズビー女男爵ジェーン・ヒースコート＝ドラモンド＝ウィラビー 1⁄4 1983年 – | 第28代ウィラビー・デ・エアズビー女男爵ジェーン・ヒースコート＝ドラモンド＝ウィラビー 1⁄4 1983年 – | 第28代ウィラビー・デ・エアズビー女男爵ジェーン・ヒースコート＝ドラモンド＝ウィラビー 1⁄4 1983年 – | 第28代ウィラビー・デ・エアズビー女男爵ジェーン・ヒースコート＝ドラモンド＝ウィラビー 1⁄4 1983年 – |                                              |                                              | 第4代ナンバーンホルム男爵ベン・ウィルソン 1⁄20 1974年 – 1998年                               | 第4代ナンバーンホルム男爵ベン・ウィルソン 1⁄20 1974年 – 1998年                               | 第4代ナンバーンホルム男爵ベン・ウィルソン 1⁄20 1974年 – 1998年                               | 第4代ナンバーンホルム男爵ベン・ウィルソン 1⁄20 1974年 – 1998年                               | 第4代ナンバーンホルム男爵ベン・ウィルソン 1⁄20 1974年 – 1998年                               | 第4代ナンバーンホルム男爵ベン・ウィルソン 1⁄20 1974年 – 1998年                               |                                                                                            |                                                                                            | ジュリアン・ルウェレン・パーマー 1⁄20 1990年 – 2002年                                            | ジュリアン・ルウェレン・パーマー 1⁄20 1990年 – 2002年                                            | ジュリアン・ルウェレン・パーマー 1⁄20 1990年 – 2002年                                            | ジュリアン・ルウェレン・パーマー 1⁄20 1990年 – 2002年                                            | ジュリアン・ルウェレン・パーマー 1⁄20 1990年 – 2002年                                            | ジュリアン・ルウェレン・パーマー 1⁄20 1990年 – 2002年                                            |                                                           |                                                           |                                                                                |                                                                                |                                                                                |                                                                                |                                                                                |                                                                                |                                                               |                                                               |                                                               |                                                               |                                                                |                                                                | 第10代アルベマール伯爵ルーファス・ケッペル 1⁄20 1968年 –       | 第10代アルベマール伯爵ルーファス・ケッペル 1⁄20 1968年 –       | 第10代アルベマール伯爵ルーファス・ケッペル 1⁄20 1968年 –       | 第10代アルベマール伯爵ルーファス・ケッペル 1⁄20 1968年 –       | 第10代アルベマール伯爵ルーファス・ケッペル 1⁄20 1968年 – | 第10代アルベマール伯爵ルーファス・ケッペル 1⁄20 1968年 – |                                                   |                                                   | ウィリアム・レッグ＝バーク 1⁄20 1973年 – 2009年           | ウィリアム・レッグ＝バーク 1⁄20 1973年 – 2009年           | ウィリアム・レッグ＝バーク 1⁄20 1973年 – 2009年                  | ウィリアム・レッグ＝バーク 1⁄20 1973年 – 2009年                  | ウィリアム・レッグ＝バーク 1⁄20 1973年 – 2009年                  | ウィリアム・レッグ＝バーク 1⁄20 1973年 – 2009年                  |                                                                  |                                                                  | 第7代チャムリー侯爵デイヴィッド・チャムリー 1⁄2 1990年 –      | 第7代チャムリー侯爵デイヴィッド・チャムリー 1⁄2 1990年 –      | 第7代チャムリー侯爵デイヴィッド・チャムリー 1⁄2 1990年 –      | 第7代チャムリー侯爵デイヴィッド・チャムリー 1⁄2 1990年 –      | 第7代チャムリー侯爵デイヴィッド・チャムリー 1⁄2 1990年 –      | 第7代チャムリー侯爵デイヴィッド・チャムリー 1⁄2 1990年 –      |  |  |  |  |  |  |  |  |  |  |  |  |  |  |  |  |  |  |  |  |  |  |  |  |  |  |  |  |  |  |  |  |  |  |  |  |  |  |
| 第28代ウィラビー・デ・エアズビー女男爵ジェーン・ヒースコート＝ドラモンド＝ウィラビー 1⁄4 1983年 – | 第28代ウィラビー・デ・エアズビー女男爵ジェーン・ヒースコート＝ドラモンド＝ウィラビー 1⁄4 1983年 – | 第28代ウィラビー・デ・エアズビー女男爵ジェーン・ヒースコート＝ドラモンド＝ウィラビー 1⁄4 1983年 – | 第28代ウィラビー・デ・エアズビー女男爵ジェーン・ヒースコート＝ドラモンド＝ウィラビー 1⁄4 1983年 – | 第28代ウィラビー・デ・エアズビー女男爵ジェーン・ヒースコート＝ドラモンド＝ウィラビー 1⁄4 1983年 – | 第28代ウィラビー・デ・エアズビー女男爵ジェーン・ヒースコート＝ドラモンド＝ウィラビー 1⁄4 1983年 – |                                              |                                              | 第4代ナンバーンホルム男爵ベン・ウィルソン 1⁄20 1974年 – 1998年                               | 第4代ナンバーンホルム男爵ベン・ウィルソン 1⁄20 1974年 – 1998年                               | 第4代ナンバーンホルム男爵ベン・ウィルソン 1⁄20 1974年 – 1998年                               | 第4代ナンバーンホルム男爵ベン・ウィルソン 1⁄20 1974年 – 1998年                               | 第4代ナンバーンホルム男爵ベン・ウィルソン 1⁄20 1974年 – 1998年                               | 第4代ナンバーンホルム男爵ベン・ウィルソン 1⁄20 1974年 – 1998年                               |                                                                                            |                                                                                            | ジュリアン・ルウェレン・パーマー 1⁄20 1990年 – 2002年                                            | ジュリアン・ルウェレン・パーマー 1⁄20 1990年 – 2002年                                            | ジュリアン・ルウェレン・パーマー 1⁄20 1990年 – 2002年                                            | ジュリアン・ルウェレン・パーマー 1⁄20 1990年 – 2002年                                            | ジュリアン・ルウェレン・パーマー 1⁄20 1990年 – 2002年                                            | ジュリアン・ルウェレン・パーマー 1⁄20 1990年 – 2002年                                            |                                                           |                                                           |                                                                                |                                                                                |                                                                                |                                                                                |                                                                                |                                                                                |                                                               |                                                               |                                                               |                                                               |                                                                |                                                                | 第10代アルベマール伯爵ルーファス・ケッペル 1⁄20 1968年 –       | 第10代アルベマール伯爵ルーファス・ケッペル 1⁄20 1968年 –       | 第10代アルベマール伯爵ルーファス・ケッペル 1⁄20 1968年 –       | 第10代アルベマール伯爵ルーファス・ケッペル 1⁄20 1968年 –       | 第10代アルベマール伯爵ルーファス・ケッペル 1⁄20 1968年 – | 第10代アルベマール伯爵ルーファス・ケッペル 1⁄20 1968年 – |                                                   |                                                   | ウィリアム・レッグ＝バーク 1⁄20 1973年 – 2009年           | ウィリアム・レッグ＝バーク 1⁄20 1973年 – 2009年           | ウィリアム・レッグ＝バーク 1⁄20 1973年 – 2009年                  | ウィリアム・レッグ＝バーク 1⁄20 1973年 – 2009年                  | ウィリアム・レッグ＝バーク 1⁄20 1973年 – 2009年                  | ウィリアム・レッグ＝バーク 1⁄20 1973年 – 2009年                  |                                                                  |                                                                  | 第7代チャムリー侯爵デイヴィッド・チャムリー 1⁄2 1990年 –      | 第7代チャムリー侯爵デイヴィッド・チャムリー 1⁄2 1990年 –      | 第7代チャムリー侯爵デイヴィッド・チャムリー 1⁄2 1990年 –      | 第7代チャムリー侯爵デイヴィッド・チャムリー 1⁄2 1990年 –      | 第7代チャムリー侯爵デイヴィッド・チャムリー 1⁄2 1990年 –      | 第7代チャムリー侯爵デイヴィッド・チャムリー 1⁄2 1990年 –      |  |  |  |  |  |  |  |  |  |  |  |  |  |  |  |  |  |  |  |  |  |  |  |  |  |  |  |  |  |  |  |  |  |  |  |  |  |  |
|                                                                                                   |                                                                                                   |                                                                                                   |                                                                                                   |                                                                                                   |                                                                                                   |                                              |                                              |                                                                                              |                                                                                              |                                                                                              |                                                                                              |                                                                                              |                                                                                              |                                                                                            |                                                                                            |                                                                                                  |                                                                                                  |                                                                                                  |                                                                                                  |                                                                                                  |                                                                                                  |                                                           |                                                           |                                                                                |                                                                                |                                                                                |                                                                                |                                                                                |                                                                                |                                                               |                                                               |                                                               |                                                               |                                                                |                                                                |                                                                |                                                                |                                                                |                                                                |                                                          |                                                          |                                                   |                                                   |                                                           |                                                           |                                                                  |                                                                  |                                                                  |                                                                  |                                                                  |                                                                  |                                                               |                                                               |                                                               |                                                               |                                                               |                                                               |  |  |  |  |  |  |  |  |  |  |  |  |  |  |  |  |  |  |  |  |  |  |  |  |  |  |  |  |  |  |  |  |  |  |  |  |  |  |
|                                                                                                   |                                                                                                   |                                                                                                   |                                                                                                   |                                                                                                   |                                                                                                   | ニコラス・ルウェレン・パーマー 1⁄20 2002年 – | ニコラス・ルウェレン・パーマー 1⁄20 2002年 – | ニコラス・ルウェレン・パーマー 1⁄20 2002年 –                                                 | ニコラス・ルウェレン・パーマー 1⁄20 2002年 –                                                 | ニコラス・ルウェレン・パーマー 1⁄20 2002年 –                                                 | ニコラス・ルウェレン・パーマー 1⁄20 2002年 –                                                 |                                                                                              |                                                                                              | メアリー・フィンドレイ 1⁄100 1963年 – 2003年                                               | メアリー・フィンドレイ 1⁄100 1963年 – 2003年                                               | メアリー・フィンドレイ 1⁄100 1963年 – 2003年                                                     | メアリー・フィンドレイ 1⁄100 1963年 – 2003年                                                     | メアリー・フィンドレイ 1⁄100 1963年 – 2003年                                                     | メアリー・フィンドレイ 1⁄100 1963年 – 2003年                                                     |                                                                                                  |                                                                                                  | エリザベス・バセット 1⁄100 1963年 – 2000年                | エリザベス・バセット 1⁄100 1963年 – 2000年                | エリザベス・バセット 1⁄100 1963年 – 2000年                                     | エリザベス・バセット 1⁄100 1963年 – 2000年                                     | エリザベス・バセット 1⁄100 1963年 – 2000年                                     | エリザベス・バセット 1⁄100 1963年 – 2000年                                     |                                                                                |                                                                                | ダイアナ・マシューズ 1⁄100 1963年 – 1970年                    | ダイアナ・マシューズ 1⁄100 1963年 – 1970年                    | ダイアナ・マシューズ 1⁄100 1963年 – 1970年                    | ダイアナ・マシューズ 1⁄100 1963年 – 1970年                    | ダイアナ・マシューズ 1⁄100 1963年 – 1970年                     | ダイアナ・マシューズ 1⁄100 1963年 – 1970年                     |                                                                |                                                                | バルバラ・クフャトコフスカ 1⁄100 1963年 – 2013年               | バルバラ・クフャトコフスカ 1⁄100 1963年 – 2013年               | バルバラ・クフャトコフスカ 1⁄100 1963年 – 2013年         | バルバラ・クフャトコフスカ 1⁄100 1963年 – 2013年         | バルバラ・クフャトコフスカ 1⁄100 1963年 – 2013年  | バルバラ・クフャトコフスカ 1⁄100 1963年 – 2013年  |                                                           |                                                           | ドニゴール侯爵夫人ジョスリン・チチェスター 1⁄100 1963年 – 1995年 | ドニゴール侯爵夫人ジョスリン・チチェスター 1⁄100 1963年 – 1995年 | ドニゴール侯爵夫人ジョスリン・チチェスター 1⁄100 1963年 – 1995年 | ドニゴール侯爵夫人ジョスリン・チチェスター 1⁄100 1963年 – 1995年 | ドニゴール侯爵夫人ジョスリン・チチェスター 1⁄100 1963年 – 1995年 | ドニゴール侯爵夫人ジョスリン・チチェスター 1⁄100 1963年 – 1995年 |                                                               |                                                               |                                                               |                                                               |                                                               |                                                               |  |  |  |  |  |  |  |  |  |  |  |  |  |  |  |  |  |  |  |  |  |  |  |  |  |  |  |  |  |  |  |  |  |  |  |  |  |  |
|                                                                                                   |                                                                                                   |                                                                                                   |                                                                                                   |                                                                                                   |                                                                                                   | ニコラス・ルウェレン・パーマー 1⁄20 2002年 – | ニコラス・ルウェレン・パーマー 1⁄20 2002年 – | ニコラス・ルウェレン・パーマー 1⁄20 2002年 –                                                 | ニコラス・ルウェレン・パーマー 1⁄20 2002年 –                                                 | ニコラス・ルウェレン・パーマー 1⁄20 2002年 –                                                 | ニコラス・ルウェレン・パーマー 1⁄20 2002年 –                                                 |                                                                                              |                                                                                              | メアリー・フィンドレイ 1⁄100 1963年 – 2003年                                               | メアリー・フィンドレイ 1⁄100 1963年 – 2003年                                               | メアリー・フィンドレイ 1⁄100 1963年 – 2003年                                                     | メアリー・フィンドレイ 1⁄100 1963年 – 2003年                                                     | メアリー・フィンドレイ 1⁄100 1963年 – 2003年                                                     | メアリー・フィンドレイ 1⁄100 1963年 – 2003年                                                     |                                                                                                  |                                                                                                  | エリザベス・バセット 1⁄100 1963年 – 2000年                | エリザベス・バセット 1⁄100 1963年 – 2000年                | エリザベス・バセット 1⁄100 1963年 – 2000年                                     | エリザベス・バセット 1⁄100 1963年 – 2000年                                     | エリザベス・バセット 1⁄100 1963年 – 2000年                                     | エリザベス・バセット 1⁄100 1963年 – 2000年                                     |                                                                                |                                                                                | ダイアナ・マシューズ 1⁄100 1963年 – 1970年                    | ダイアナ・マシューズ 1⁄100 1963年 – 1970年                    | ダイアナ・マシューズ 1⁄100 1963年 – 1970年                    | ダイアナ・マシューズ 1⁄100 1963年 – 1970年                    | ダイアナ・マシューズ 1⁄100 1963年 – 1970年                     | ダイアナ・マシューズ 1⁄100 1963年 – 1970年                     |                                                                |                                                                | バルバラ・クフャトコフスカ 1⁄100 1963年 – 2013年               | バルバラ・クフャトコフスカ 1⁄100 1963年 – 2013年               | バルバラ・クフャトコフスカ 1⁄100 1963年 – 2013年         | バルバラ・クフャトコフスカ 1⁄100 1963年 – 2013年         | バルバラ・クフャトコフスカ 1⁄100 1963年 – 2013年  | バルバラ・クフャトコフスカ 1⁄100 1963年 – 2013年  |                                                           |                                                           | ドニゴール侯爵夫人ジョスリン・チチェスター 1⁄100 1963年 – 1995年 | ドニゴール侯爵夫人ジョスリン・チチェスター 1⁄100 1963年 – 1995年 | ドニゴール侯爵夫人ジョスリン・チチェスター 1⁄100 1963年 – 1995年 | ドニゴール侯爵夫人ジョスリン・チチェスター 1⁄100 1963年 – 1995年 | ドニゴール侯爵夫人ジョスリン・チチェスター 1⁄100 1963年 – 1995年 | ドニゴール侯爵夫人ジョスリン・チチェスター 1⁄100 1963年 – 1995年 |                                                               |                                                               |                                                               |                                                               |                                                               |                                                               |  |  |  |  |  |  |  |  |  |  |  |  |  |  |  |  |  |  |  |  |  |  |  |  |  |  |  |  |  |  |  |  |  |  |  |  |  |  |
|                                                                                                   |                                                                                                   |                                                                                                   |                                                                                                   |                                                                                                   |                                                                                                   |                                              |                                              |                                                                                              |                                                                                              |                                                                                              |                                                                                              |                                                                                              |                                                                                              | ジョナサン・フィンドレイ 1⁄100 2003年 – 2015年 クリストファー・フィンドレイ 1⁄100 2015年 – | ジョナサン・フィンドレイ 1⁄100 2003年 – 2015年 クリストファー・フィンドレイ 1⁄100 2015年 – | ジョナサン・フィンドレイ 1⁄100 2003年 – 2015年 クリストファー・フィンドレイ 1⁄100 2015年 –       | ジョナサン・フィンドレイ 1⁄100 2003年 – 2015年 クリストファー・フィンドレイ 1⁄100 2015年 –       | ジョナサン・フィンドレイ 1⁄100 2003年 – 2015年 クリストファー・フィンドレイ 1⁄100 2015年 –       | ジョナサン・フィンドレイ 1⁄100 2003年 – 2015年 クリストファー・フィンドレイ 1⁄100 2015年 –       |                                                                                                  |                                                                                                  | ブライアン・バセット 1⁄100 2000年 – 2010年                | ブライアン・バセット 1⁄100 2000年 – 2010年                | ブライアン・バセット 1⁄100 2000年 – 2010年                                     | ブライアン・バセット 1⁄100 2000年 – 2010年                                     | ブライアン・バセット 1⁄100 2000年 – 2010年                                     | ブライアン・バセット 1⁄100 2000年 – 2010年                                     |                                                                                |                                                                                | ジェームズ・グスタヴァス・ハミルトン＝ラッセル 1⁄100 1970年 – | ジェームズ・グスタヴァス・ハミルトン＝ラッセル 1⁄100 1970年 – | ジェームズ・グスタヴァス・ハミルトン＝ラッセル 1⁄100 1970年 – | ジェームズ・グスタヴァス・ハミルトン＝ラッセル 1⁄100 1970年 – | ジェームズ・グスタヴァス・ハミルトン＝ラッセル 1⁄100 1970年 –  | ジェームズ・グスタヴァス・ハミルトン＝ラッセル 1⁄100 1970年 –  |                                                                |                                                                | ヤン・ヴィトルト・クフャトコフスキ 1⁄100 2013年 –              | ヤン・ヴィトルト・クフャトコフスキ 1⁄100 2013年 –              | ヤン・ヴィトルト・クフャトコフスキ 1⁄100 2013年 –        | ヤン・ヴィトルト・クフャトコフスキ 1⁄100 2013年 –        | ヤン・ヴィトルト・クフャトコフスキ 1⁄100 2013年 – | ヤン・ヴィトルト・クフャトコフスキ 1⁄100 2013年 – |                                                           |                                                           | 第8代ドニゴール侯爵パトリック・チチェスター 1⁄100 1995年 –       | 第8代ドニゴール侯爵パトリック・チチェスター 1⁄100 1995年 –       | 第8代ドニゴール侯爵パトリック・チチェスター 1⁄100 1995年 –       | 第8代ドニゴール侯爵パトリック・チチェスター 1⁄100 1995年 –       | 第8代ドニゴール侯爵パトリック・チチェスター 1⁄100 1995年 –       | 第8代ドニゴール侯爵パトリック・チチェスター 1⁄100 1995年 –       |                                                               |                                                               |                                                               |                                                               |                                                               |                                                               |  |  |  |  |  |  |  |  |  |  |  |  |  |  |  |  |  |  |  |  |  |  |  |  |  |  |  |  |  |  |  |  |  |  |  |  |  |  |
|                                                                                                   |                                                                                                   |                                                                                                   |                                                                                                   |                                                                                                   |                                                                                                   |                                              |                                              |                                                                                              |                                                                                              |                                                                                              |                                                                                              |                                                                                              |                                                                                              | ジョナサン・フィンドレイ 1⁄100 2003年 – 2015年 クリストファー・フィンドレイ 1⁄100 2015年 – | ジョナサン・フィンドレイ 1⁄100 2003年 – 2015年 クリストファー・フィンドレイ 1⁄100 2015年 – | ジョナサン・フィンドレイ 1⁄100 2003年 – 2015年 クリストファー・フィンドレイ 1⁄100 2015年 –       | ジョナサン・フィンドレイ 1⁄100 2003年 – 2015年 クリストファー・フィンドレイ 1⁄100 2015年 –       | ジョナサン・フィンドレイ 1⁄100 2003年 – 2015年 クリストファー・フィンドレイ 1⁄100 2015年 –       | ジョナサン・フィンドレイ 1⁄100 2003年 – 2015年 クリストファー・フィンドレイ 1⁄100 2015年 –       |                                                                                                  |                                                                                                  | ブライアン・バセット 1⁄100 2000年 – 2010年                | ブライアン・バセット 1⁄100 2000年 – 2010年                | ブライアン・バセット 1⁄100 2000年 – 2010年                                     | ブライアン・バセット 1⁄100 2000年 – 2010年                                     | ブライアン・バセット 1⁄100 2000年 – 2010年                                     | ブライアン・バセット 1⁄100 2000年 – 2010年                                     |                                                                                |                                                                                | ジェームズ・グスタヴァス・ハミルトン＝ラッセル 1⁄100 1970年 – | ジェームズ・グスタヴァス・ハミルトン＝ラッセル 1⁄100 1970年 – | ジェームズ・グスタヴァス・ハミルトン＝ラッセル 1⁄100 1970年 – | ジェームズ・グスタヴァス・ハミルトン＝ラッセル 1⁄100 1970年 – | ジェームズ・グスタヴァス・ハミルトン＝ラッセル 1⁄100 1970年 –  | ジェームズ・グスタヴァス・ハミルトン＝ラッセル 1⁄100 1970年 –  |                                                                |                                                                | ヤン・ヴィトルト・クフャトコフスキ 1⁄100 2013年 –              | ヤン・ヴィトルト・クフャトコフスキ 1⁄100 2013年 –              | ヤン・ヴィトルト・クフャトコフスキ 1⁄100 2013年 –        | ヤン・ヴィトルト・クフャトコフスキ 1⁄100 2013年 –        | ヤン・ヴィトルト・クフャトコフスキ 1⁄100 2013年 – | ヤン・ヴィトルト・クフャトコフスキ 1⁄100 2013年 – |                                                           |                                                           | 第8代ドニゴール侯爵パトリック・チチェスター 1⁄100 1995年 –       | 第8代ドニゴール侯爵パトリック・チチェスター 1⁄100 1995年 –       | 第8代ドニゴール侯爵パトリック・チチェスター 1⁄100 1995年 –       | 第8代ドニゴール侯爵パトリック・チチェスター 1⁄100 1995年 –       | 第8代ドニゴール侯爵パトリック・チチェスター 1⁄100 1995年 –       | 第8代ドニゴール侯爵パトリック・チチェスター 1⁄100 1995年 –       |                                                               |                                                               |                                                               |                                                               |                                                               |                                                               |  |  |  |  |  |  |  |  |  |  |  |  |  |  |  |  |  |  |  |  |  |  |  |  |  |  |  |  |  |  |  |  |  |  |  |  |  |  |
|                                                                                                   |                                                                                                   |                                                                                                   |                                                                                                   |                                                                                                   |                                                                                                   |                                              |                                              |                                                                                              |                                                                                              |                                                                                              |                                                                                              |                                                                                              |                                                                                              |                                                                                            |                                                                                            |                                                                                                  |                                                                                                  |                                                                                                  |                                                                                                  |                                                                                                  |                                                                                                  |                                                           |                                                           |                                                                                |                                                                                |                                                                                |                                                                                |                                                                                |                                                                                |                                                               |                                                               |                                                               |                                                               |                                                                |                                                                |                                                                |                                                                |                                                                |                                                                |                                                          |                                                          |                                                   |                                                   |                                                           |                                                           |                                                                  |                                                                  |                                                                  |                                                                  |                                                                  |                                                                  |                                                               |                                                               |                                                               |                                                               |                                                               |                                                               |  |  |  |  |  |  |  |  |  |  |  |  |  |  |  |  |  |  |  |  |  |  |  |  |  |  |  |  |  |  |  |  |  |  |  |  |  |  |
| ロレイン・ウィルソン閣下 1⁄80 1998年 – 2022年 1⁄60 2022年 –                                       | ロレイン・ウィルソン閣下 1⁄80 1998年 – 2022年 1⁄60 2022年 –                                       | ロレイン・ウィルソン閣下 1⁄80 1998年 – 2022年 1⁄60 2022年 –                                       | ロレイン・ウィルソン閣下 1⁄80 1998年 – 2022年 1⁄60 2022年 –                                       | ロレイン・ウィルソン閣下 1⁄80 1998年 – 2022年 1⁄60 2022年 –                                       | ロレイン・ウィルソン閣下 1⁄80 1998年 – 2022年 1⁄60 2022年 –                                       |                                              |                                              | タティアナ・デント閣下 1⁄80 1998年 – 2022年 1⁄60 2022年 –                                    | タティアナ・デント閣下 1⁄80 1998年 – 2022年 1⁄60 2022年 –                                    | タティアナ・デント閣下 1⁄80 1998年 – 2022年 1⁄60 2022年 –                                    | タティアナ・デント閣下 1⁄80 1998年 – 2022年 1⁄60 2022年 –                                    | タティアナ・デント閣下 1⁄80 1998年 – 2022年 1⁄60 2022年 –                                    | タティアナ・デント閣下 1⁄80 1998年 – 2022年 1⁄60 2022年 –                                    |                                                                                            |                                                                                            | イネス・ガートン閣下 1⁄80 1998年 – 2022年 1⁄60 2022年 –                                          | イネス・ガートン閣下 1⁄80 1998年 – 2022年 1⁄60 2022年 –                                          | イネス・ガートン閣下 1⁄80 1998年 – 2022年 1⁄60 2022年 –                                          | イネス・ガートン閣下 1⁄80 1998年 – 2022年 1⁄60 2022年 –                                          | イネス・ガートン閣下 1⁄80 1998年 – 2022年 1⁄60 2022年 –                                          | イネス・ガートン閣下 1⁄80 1998年 – 2022年 1⁄60 2022年 –                                          |                                                           |                                                           | イサベル・ウィリアムズ閣下 1⁄80 1998年 – 2022年                                | イサベル・ウィリアムズ閣下 1⁄80 1998年 – 2022年                                | イサベル・ウィリアムズ閣下 1⁄80 1998年 – 2022年                                | イサベル・ウィリアムズ閣下 1⁄80 1998年 – 2022年                                | イサベル・ウィリアムズ閣下 1⁄80 1998年 – 2022年                                | イサベル・ウィリアムズ閣下 1⁄80 1998年 – 2022年                                |                                                               |                                                               | デイヴィッド・バセット 1⁄100 2010年                           | デイヴィッド・バセット 1⁄100 2010年                           | デイヴィッド・バセット 1⁄100 2010年                            | デイヴィッド・バセット 1⁄100 2010年                            | デイヴィッド・バセット 1⁄100 2010年                            | デイヴィッド・バセット 1⁄100 2010年                            |                                                                |                                                                | マイケル・ジェームズ・バセット 1⁄100 2010年 –            | マイケル・ジェームズ・バセット 1⁄100 2010年 –            | マイケル・ジェームズ・バセット 1⁄100 2010年 –     | マイケル・ジェームズ・バセット 1⁄100 2010年 –     | マイケル・ジェームズ・バセット 1⁄100 2010年 –             | マイケル・ジェームズ・バセット 1⁄100 2010年 –             |                                                                  |                                                                  |                                                                  |                                                                  |                                                                  |                                                                  | ハリー・ラッセル・レッグ＝バーク 1⁄20 2009年 –                | ハリー・ラッセル・レッグ＝バーク 1⁄20 2009年 –                | ハリー・ラッセル・レッグ＝バーク 1⁄20 2009年 –                | ハリー・ラッセル・レッグ＝バーク 1⁄20 2009年 –                | ハリー・ラッセル・レッグ＝バーク 1⁄20 2009年 –                | ハリー・ラッセル・レッグ＝バーク 1⁄20 2009年 –                |  |  |  |  |  |  |  |  |  |  |  |  |  |  |  |  |  |  |  |  |  |  |  |  |  |  |  |  |  |  |  |  |  |  |  |  |  |  |

## 式部卿の職務を執った人物（1780年以降）
| 式部卿の職務を執った人物（1780年以降）                                            | 在任年          | 君主          |
| --------------------------------------------------------------------------------- | --------------- | ------------- |
| 初代グウィディア男爵ピーター・バレル（副式部卿）                                  | 1780年 – 1820年 | ジョージ3世   |
| 初代グウィディア男爵ピーター・バレル（副式部卿）                                  | 1820年 – 1821年 | ジョージ4世   |
| 第2代グウィディア男爵ピーター・ドラモンド＝バレル（副式部卿）                     | 1821年 – 1828年 | ジョージ4世   |
| 第22代ウィラビー・デ・エアズビー男爵ピーター・ドラモンド＝バレル                  | 1828年 – 1830年 | ジョージ4世   |
| 第2代チャムリー侯爵ジョージ・チャムリー（副式部卿）                               | 1830年 – 1837年 | ウィリアム4世 |
| 第22代ウィラビー・デ・エアズビー男爵ピーター・ドラモンド＝バレル                  | 1837年 – 1865年 | ヴィクトリア  |
| 第23代ウィラビー・デ・エアズビー男爵アルビリック・ドラモンド＝ウィラビー          | 1865年 – 1870年 | ヴィクトリア  |
| 第2代エイヴランド男爵ギルバート・ヒースコート＝ドラモンド＝ウィラビー（副式部卿） | 1871年 – 1888年 | ヴィクトリア  |
| 初代アンカスター伯爵ギルバート・ヒースコート＝ドラモンド＝ウィラビー              | 1888年 – 1901年 | ヴィクトリア  |
| 第4代チャムリー侯爵ジョージ・チャムリー                                           | 1901年 – 1910年 | エドワード7世 |
| 初代リンカンシャー侯爵チャールズ・ウィン＝キャリントン                            | 1910年 – 1928年 | ジョージ5世   |
| ルイシャム子爵ウィリアム・レッグ（副式部卿）                                      | 1928年 – 1936年 | ジョージ5世   |
| 第5代チャムリー侯爵ジョージ・チャムリー                                           | 1936年          | エドワード8世 |
| 第2代アンカスター伯爵ギルバート・ヒースコート＝ドラモンド＝ウィラビー             | 1936年 – 1951年 | ジョージ6世   |
| 第3代アンカスター伯爵ジェームズ・ヒースコート＝ドラモンド＝ウィラビー             | 1951年 – 1952年 | ジョージ6世   |
| 第5代チャムリー侯爵ジョージ・チャムリー                                           | 1952年 – 1966年 | エリザベス2世 |
| ロックサヴェイジ伯爵ヒュー・チャムリー（副式部卿）                                | 1966年 – 1968年 | エリザベス2世 |
| 第6代チャムリー侯爵ヒュー・チャムリー                                             | 1968年 – 1990年 | エリザベス2世 |
| 第7代チャムリー侯爵デイヴィッド・チャムリー                                       | 1990年 – 2022年 | エリザベス2世 |
| 第7代キャリントン男爵ルパート・キャリントン                                       | 2022年 -        | チャールズ3世 |